# Sulzfeld (Bawaria)
Sulzfeld – miejscowość i gmina w Niemczech, w kraju związkowym Bawaria, w rejencji Dolna Frankonia, w regionie Main-Rhön, w powiecie Rhön-Grabfeld, wchodzi w skład wspólnoty administracyjnej Bad Königshofen im Grabfeld. Leży w Grabfeldzie, około 15 km na południowy wschód od Bad Neustadt an der Saale.

## Dzielnice
W skład gminy wchodzą następujące dzielnice: Kleinbardorf, Leinach, Sulzfeld i Sulzfelder Forst.

## Demografia
| Rok  | Liczba mieszk. |
| ---- | -------------- |
| 1970 | 1.003          |
| 1987 | 1.607          |
| 2000 | 1.808          |
| 2005 | 1.797          |

## Oświata
(na 1999)

W gminie znajduje się 100 miejsc przedszkolnych (z 78 dziećmi) oraz szkoła podstawowa (z częścią Hauptschule).